# Hymne à Zeus
L’Hymne à Zeus (en grec ancien : Ὕμνος εἰς Δία / Hýmnos eis Día) est un poème du philosophe stoïcien Cléanthe, écrit au IIIe siècle av. J.-C.

## Histoire du texte
Le poème a été transmis par le compilateur Jean Stobée de l'Antiquité tardive (seconde moitié du Ve siècle) dans son Anthologie.

## Analyse
Cet hymne de 39 vers relève de l'eulogie : il énumère les qualités et les pouvoirs de Zeus à qui il s'adresse, avec les épithètes suivantes : « le plus glorieux des immortels », « toi qui portes beaucoup de noms », « tout-puissant », « prince de la nature, toi qui gouvernes tout avec la loi », le glorifiant comme étant celui qui dirige le monde et l'humanité avec bienveillance et clairvoyance ; il se termine par une prière de dévotion aux vers 32-39.

### Édition et traduction
- Hymne à Zeus, traduction en français de Pierre-Maxime Schuhl, dans Les Stoïciens, Gallimard, coll. "Pléiade", 1962, p. 7-8.
- (en) Johan C. Thom, Cleanthes' „Hymn to Zeus“. Text, translation, and commentary, Tübingen, Mohr Siebeck, 2005  (ISBN 3-16-148660-9).

### Études
- Patrice Cambronne, « L'universel & le singulier. L'hymne à Zeus de Cléanthe. Notes de lecture », dans Revue des Études Anciennes, tome 100, 1998, n° 1-2, p. 89-114 Lire en ligne.
- (en) Elizabeth Asmis, « Myth and Philosophy in Cleanthes’ Hymn to Zeus », dans Greek, Roman, and Byzantine Studies, 2007, n° 47, p. 413–429.
- Didier Pralon, « L’hymne à Zeus de Cléanthe », dans Images et modernité hellénistiques : appropriation et représentation du monde d'Alexandre à César, actes du colloque international, Rome, 13-15 mai 2004, Rome, École française de Rome, 2007, p. 193-203 Lire en ligne.